# Megachile pycnocephala
Megachile pycnocephala är en biart som beskrevs av Pasteels 1966. Megachile pycnocephala ingår i släktet tapetserarbin, och familjen buksamlarbin. Inga underarter finns listade i Catalogue of Life.